# Stephan Hocke
Stephan Hocke (Suhl, RDA, 20 de octubre de 1983) es un deportista alemán que compitió en salto en esquí. 
Participó en los Juegos Olímpicos de Salt Lake City 2002, obteniendo una medalla de plata en la prueba de trampolín grande por equipos (junto con Sven Hannawald, Michael Uhrmann y Martin Schmitt).

## Palmarés internacional
| Juegos Olímpicos | Juegos Olímpicos                | Juegos Olímpicos | Juegos Olímpicos |
| Año              | Lugar                           | Medalla          | Prueba           |
| ---------------- | ------------------------------- | ---------------- | ---------------- |
| 2002             | Salt Lake City (Estados Unidos) | Medalla de plata | TG por equipos   |